# Striukove, Berezivka
Striukove (în ucraineană Стрюкове) este localitatea de reședință a comunei Striukove din raionul Berezivka, regiunea Odesa, Ucraina.

## Demografie
Componența lingvistică a localității Striukove
     Ucraineană (94,63%)
     Rusă (2,47%)
     Română (1,36%)
     Alte limbi (0,29%)
Conform recensământului din 2001, majoritatea populației localității Striukove era vorbitoare de ucraineană (94,63%), existând în minoritate și vorbitori de rusă (2,47%) și română (1,36%).